# Ваха (Грузия)
Ваха (груз. ვახა) — село в Грузии, на территории Мартвильского муниципалитета края (мхаре) Самегрело-Верхняя Сванетия.

## География
Село находится в западной части Грузии, к востоку от реки Техури, на расстоянии приблизительно 10 километров (по прямой) к северо-северо-западу от города Мартвили, административного центра муниципалитета. Абсолютная высота — 335 метров над уровнем моря.

## Население
По результатам официальной переписи населения 2014 года в Вахе проживало 280 человек (138 мужчин и 142 женщины). В национальной структуре населения грузины составляли 100 %.
| Год  | Население, человек |
| ---- | ------------------ |
| 2002 | 318                |
| 2014 | ↘ 280              |